# Ceramid
Ceramid , N-acylsfingosin, är en familj av lipidmolekyler. Ceramider återfinns i höga koncentrationer i cellmembranet hos celler. En ceramid består av sfingosin och en fettsyra.
De är en av komponenterna i viktiga substanser som sfingomyelin, cerebrosider och gangliosider. Dessa är mer högmolekylära lipider i cellmembranet.
Man antog länge att ceramider och andra sfingolipider bara återfinns i det dubbelskiktade cellmembranet och att de var rent strukturella element. Detta vet man nu att det inte är hela sanningen. Ceramider kan också fungera som signalmolekyler. Den mest kända signalfunktionen hos ceramider är den som innebär reglering av differentiering, spridning, programmerad celldöd (PCD), och apoptos (typ I PCD) av celler.